# Toronto Lions
Toronto Lions je bil mladinski hokejski klub iz Toronta. Deloval je v ligi Ontario Hockey Association od 1931 do 1939. Domača dvorana kluba je bila Maple Leaf Gardens.
Trener moštva je bil Eddie Livingstone. Moštvo je bilo predhodno znano pod imenom Victorias, a se je leta 1931 preimenovali, ko so se pridružili organizaciji Lions Club.
V sezoni 1934/35 je center Lionsov Jimmy Good osvojil nagrado Eddie Powers Memorial Trophy za najboljšega strelca lige. Tedaj je igral s krilnim napadalcem Gordiejem Drillonom, ki je član Hokejskega hrama slavnih lige NHL. 

## NHL igralci
Trije igralci so napredovali do lige NHL:

Gordie Drillon

Charlie Phillips

Lefty Wilson

## Izidi
Izidi izpred 1937/38 so za zdaj nedostopni.
| Sezona  | Tekem | Zmag | Porazov | Remijev | TOČ | %     | GF | GA | Uvrstitev      |
| 1937/38 | 11    | 1    | 10      | 0       | 2   | 0.091 | 22 | 72 | 7. v OHA       |
| 1938/39 | 14    | 1    | 13      | 0       | 2   | 0.071 | 24 | 76 | 4. v Skupini 2 |